# 昂然 (滨海塞纳省)
昂然（法語：Angiens，法語發音：[ɑ̃ʒjɛ̃]）是法国滨海塞纳省的一个市镇，属于迪耶普区。

## 地理
昂然（49°49'44"N, 0°47'25"E）面积6.88 平方千米，位于法国诺曼底大区滨海塞纳省，该省份为法国北部沿海省份，其西部及北部濒大西洋英吉利海峡，东起顺时针与索姆省、瓦兹省、厄尔省和卡爾瓦多斯省接壤。
与昂然接壤的市镇（或旧市镇、城区）包括：布洛斯维尔、埃默努维尔、拉加亚尔德。

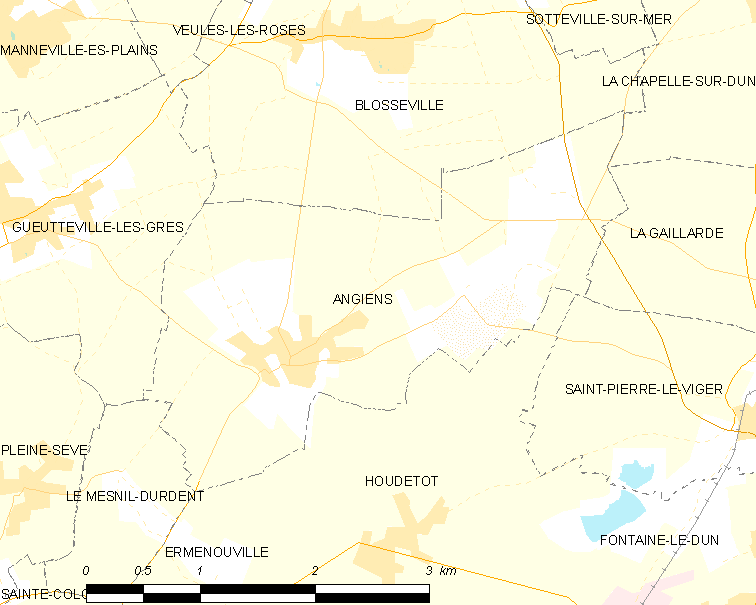
的OSM定位图

昂然的时区为UTC+01:00、UTC+02:00（夏令时）。

## 行政
昂然的邮政编码为76740，INSEE市镇编码为76015。

## 政治
昂然所属的省级选区为科地区圣瓦勒里县。

## 人口

1962-2008年间人口变化图示

昂然于2022年1月1日时的人口数量为518人。